# Каратурык (археологический памятник)
Каратурык (каз. Қаратұрық) — поселение времён раннего Средневековья. Расположено в 4,5 км от села Каратурык в Енбекшиказахском районе Алматинской области Казахстана.
Приблизительная датировка поселения — VI—VIII вв.
Археологические раскопки на поселении к настоящему времени не проводились.